# Per Græsli
Per Johan Græsli (* 23. Februar 1903 in Trondhjem; † 26. Juli 1945 im Karolinska-Universitätskrankenhaus, Stockholm) war ein norwegischer Arzt und Mitglied des Widerstands.

## Leben
Er wurde in Trondhjem als Sohn von Ole Græsli (1880–1940) aus Tydal und Ingeborg Kjersem (1876–1944) geboren. Er war verheiratet und lebte in Hetland, wo er als Notarzt im Rogaland-Krankenhaus arbeitete.
Während der deutschen Besetzung Norwegens schloss er sich der norwegischen Widerstandsbewegung an. Er arbeitete an der Verbreitung der illegalen Presse mit und war Mitglied der Gruppe Milorg, wo er in der Sanitätsabteilung tätig war. Im Juli 1942 wurde er in Stavanger verhaftet. Er war bis zum 3. Mai 1943 im Polizeihäftlingslager Grini inhaftiert, mit Ausnahme eines Aufenthalts in Arkivet, Kristiansand vom 17. August 1942 bis zum 29. März 1943. Im Mai 1943 wurde er in das Konzentrationslager Sachsenhausen verlegt. Im Krankenhaus von Sachsenhausen wurde er mit der Leitung der Abteilung für Innere Medizin betraut. Später baute er die medizinische Abteilung im KZ Neuengamme auf.
Im Dezember 1943 erkrankte er zum ersten Mal an einer Lungenentzündung und erlitt 1944 mehrere Rückschläge. 1945 erkrankte er schwer und wurde in das Karolinenhospital in Stockholm, Schweden, eingeliefert. Hier wurde er im Sommer 1945 von Sven Oftedal zum Ritter des St.-Olav-Ordens ernannt. Er starb Ende Juli desselben Jahres im Krankenhaus.

## Auszeichnungen
- Ritter des St.-Olav-Ordens